# Ramiepflanzen
Die Ramie-Pflanzen (Boehmeria) sind eine Pflanzengattung aus der Familie der Brennnesselgewächse (Urticaceae). Die bekannteste Art ist die sogenannte Ramie (Boehmeria nivea), eine bedeutende Faserpflanze. 

## Beschreibung

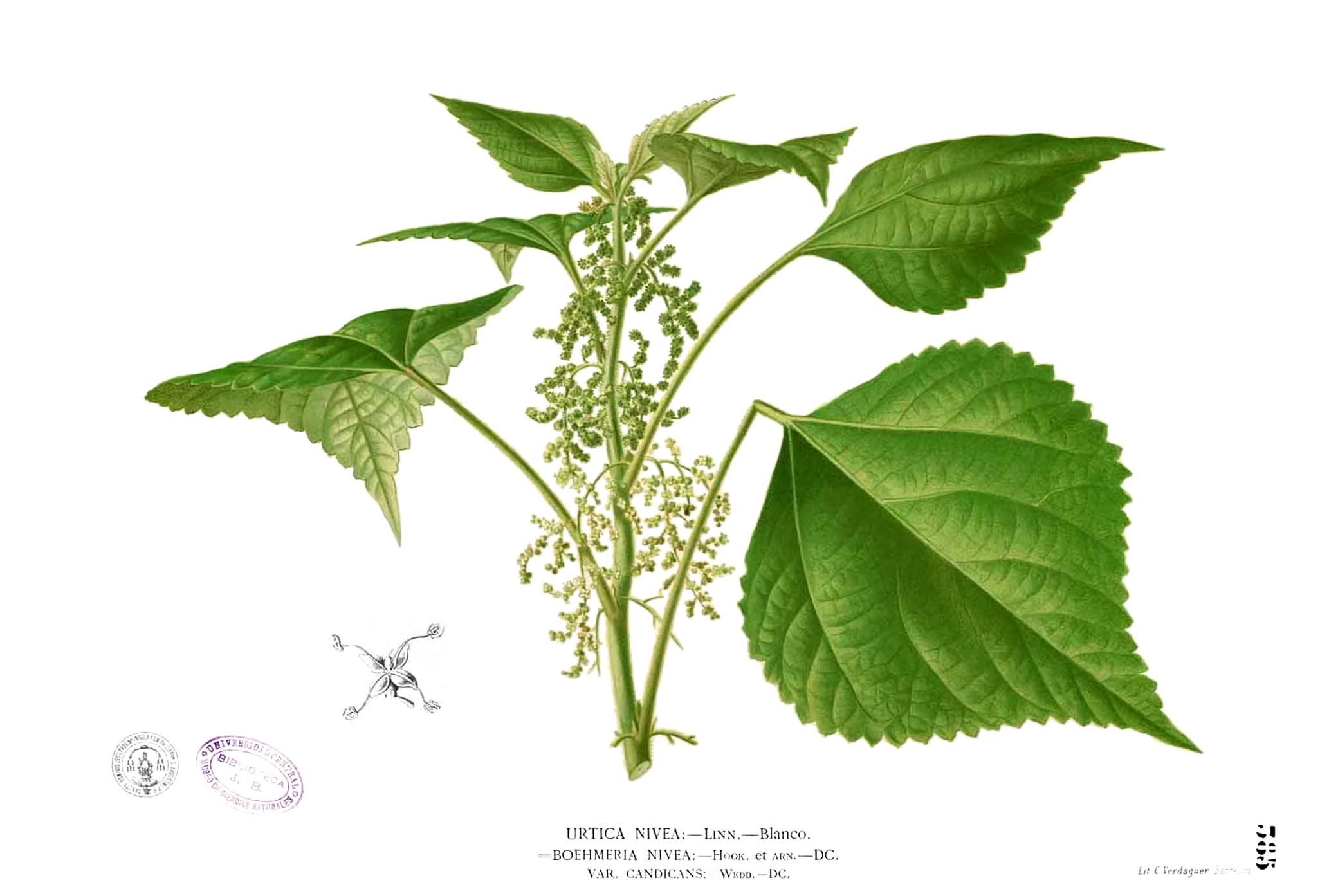
Illustration von Ramie (Boehmeria nivea)

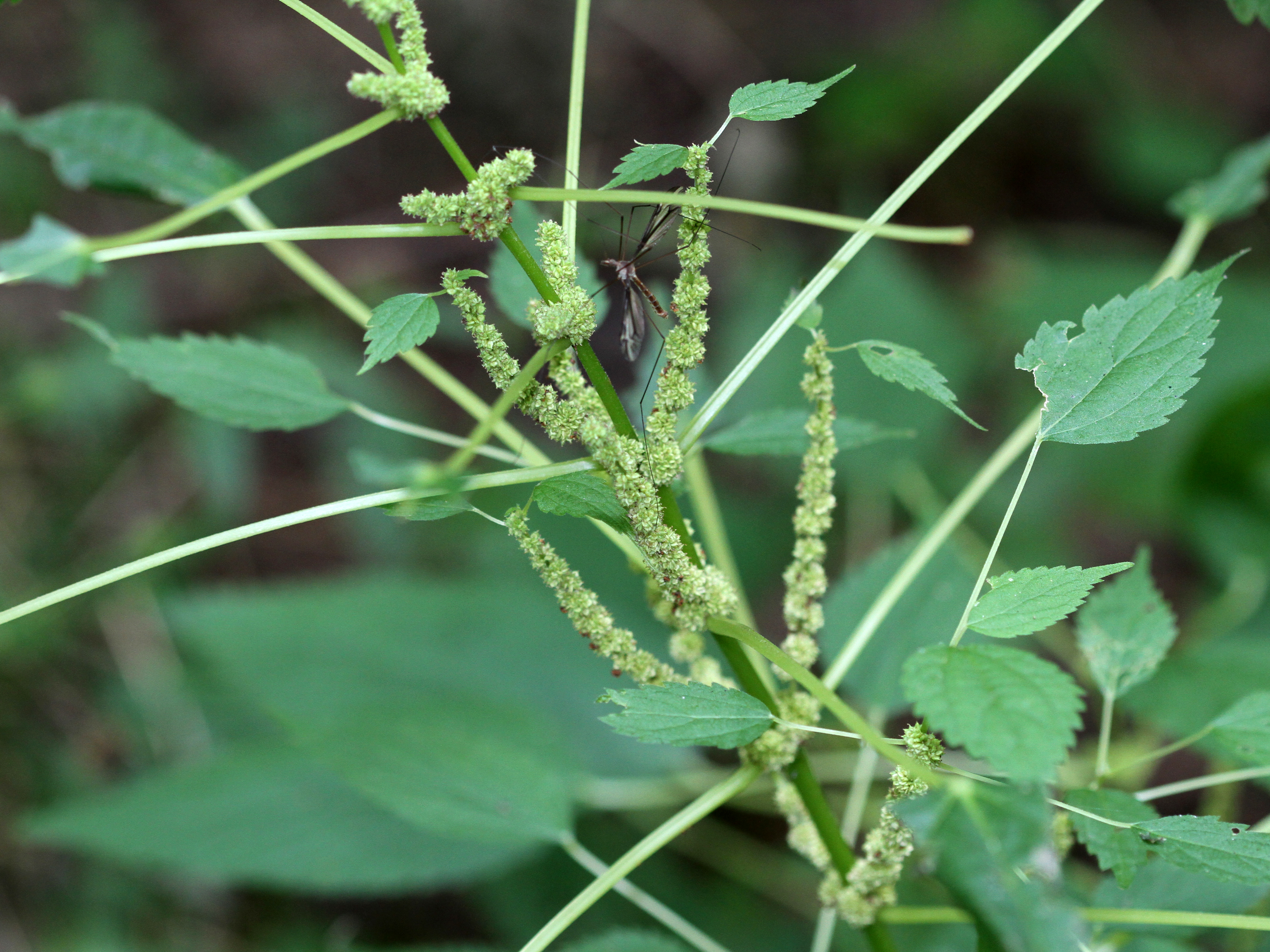
Boehmeria cylindrica

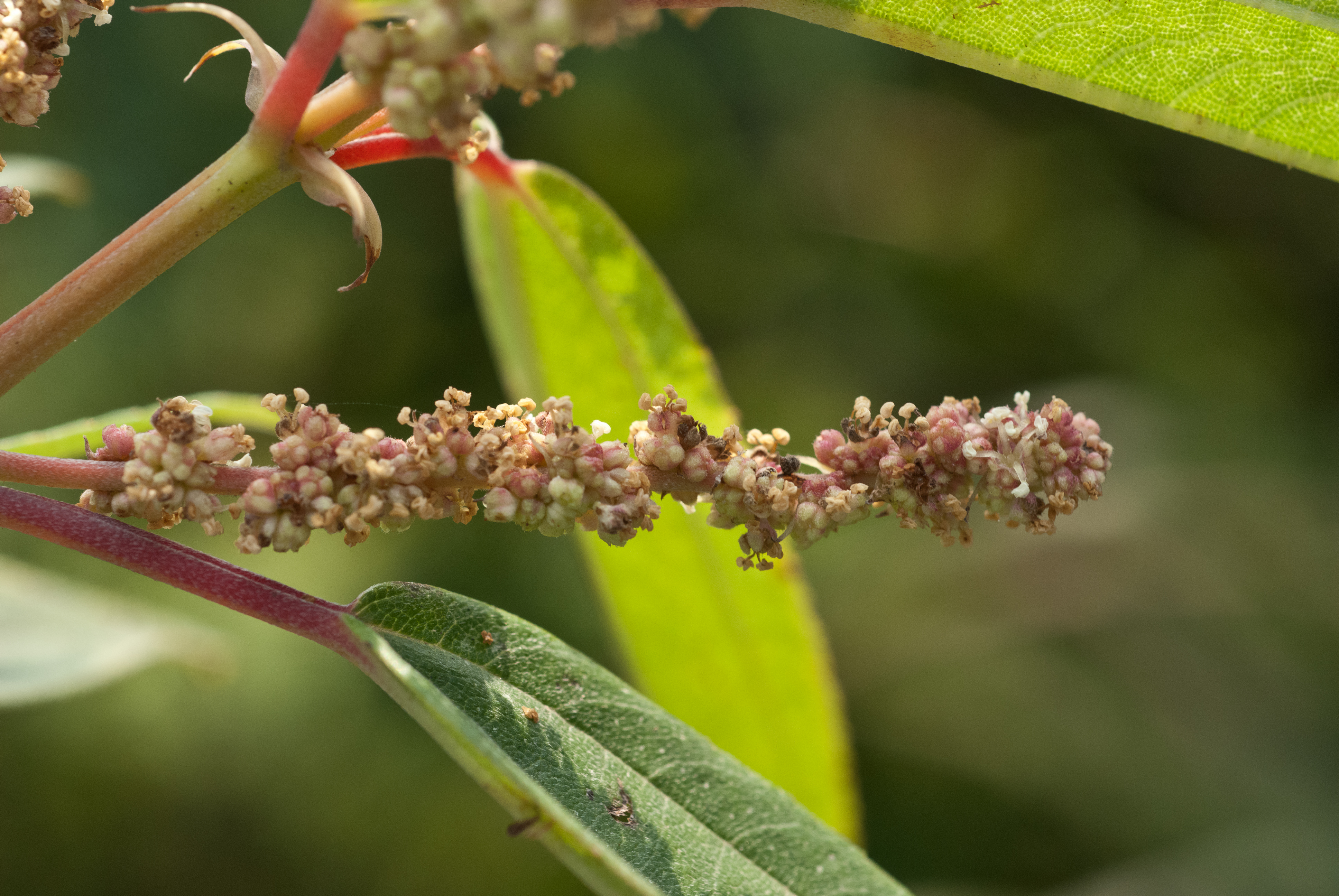
Blütenstand von Boehmeria densiflora

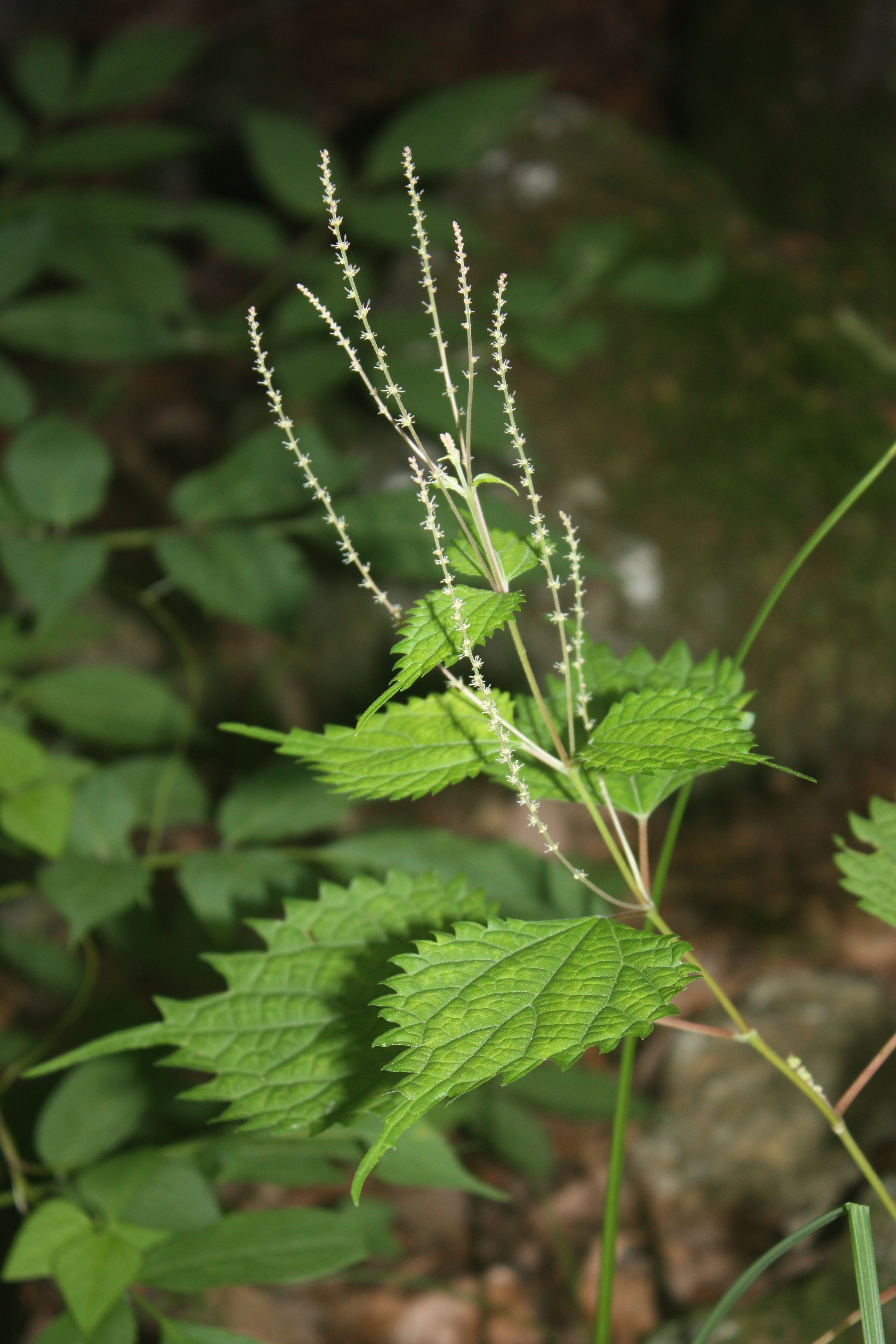
Habitus, Laubblätter und Blütenstand von Boehmeria japonica in Jirisan, Korea

### Vegetative Merkmale
Bei Boehmeria-Arten handelt sich um ausdauernde krautige Pflanzen oder manchmal auch Sträucher oder kleine Bäume. Alle Pflanzenteile sind ohne Brennhaare. Viele Arten haben unterirdisch kriechende Rhizome. Aus den Rhizomen wachsen die blütentragenden Sprosse senkrecht nach oben, die bei einigen Arten Wuchshöhen bis zu 3 Meter erreichen können.
Die Laubblätter sind bei den meisten Arten gegenständig, bei einigen auch wechselständig. Bei einigen Arten stehen die Blätter rosettig gedrängt an den Sproßspitzen. In der Regel haben die Blätter drei deutliche Hauptnerven. Der Blattrand ist stark gezähnt, bei wenigen Arten auch gelappt oder nur fein gezähnt. Nebenblätter sind vorhanden.

### Generative Merkmale
Es gibt sowohl einhäusige wie zweihäusige Arten in der Gattung. Die Blüten stehen in kleinen Knäueln, die bei fast allen Arten entlang von blattachselständigen, unverzweigten, selten auch verzweigten, Seitensprossen angeordnet sind, so dass eine scheinbar ährenartige Anordnung der Blüten entsteht. Die Blüten sind vier- oder fünfzählig. Das Perianth der männlichen Blüten ist fast ganz geteilt, das der weiblichen Blüten ist röhrenförmig mit vier oder fünf kurzen Zipfeln.

## Verbreitung und Systematik
Die Gattung Boehmeria ist in den Tropen und Subtropen Asiens und Amerikas verbreitet. Alleine in China kommen 25 Arten vor, sechs davon nur dort. Einige Arten sind bis in gemäßigte Breiten bis Japan und Nordamerika zu finden. Die meisten Arten wachsen in Wäldern oder an Waldrändern entlang von Flüssen oder Straßen.
Die Erstveröffentlichung des Gattungsnamens Boehmeria erfolgte 1760 durch Nicolaus Joseph von Jacquin in Enumeratio Systematica Plantarum, quas in insulis Caribaeis ..., 9, S. 31. Typusart ist Boehmeria ramiflora Jacq. Der Gattungsname Boehmeria ehrt den Botaniker Georg Rudolf Boehmer.   
Die Gattung umfasst etwa 50 bis 65 Arten (Auswahl):
- Boehmeria biloba Wedd.: Die Heimat ist Japan.
- Boehmeria caudata Sw.: Sie kommt von Mexiko bis ins tropische Südamerika vor.[2]
- Boehmeria clidemioides Miq.: Sie kommt in Indien, Bhutan, Nepal, Indonesien, Malaysia, Laos, Myanmar und in China vor.[1]
- Boehmeria cylindrica (L.) Sw.: Sie kommt in Kanada, in den Vereinigten Staaten, in Mexiko, Mittel- und Südamerika und auf Inseln in der Karibik vor.[1]
- Boehmeria densiflora Hook. & Arn: Sie kommt in der chinesischen Provinz Guangdong, in Taiwan, Japan und auf den Philippinen vor.[1]
- Boehmeria grandis (Hook. & Arn.) Heller: Sie kommt in Hawaii vor.[2]
- Boehmeria japonica (L.f.) Miq.: Sie kommt in Japan auf Taiwan und in China vor.[1]
- Boehmeria macrophylla Hornem. non D.Don: Sie kommt Pakistan, Indien, Bhutan, Nepal, Sri Lanka, Indonesien, Thailand, Laos, Myanmar und in China vor.[1]
- Ramie[3] (Boehmeria nivea (L.) Gaudich.): Sie ist Indien, Bhutan, Nepal, Sikkim, Kambodscha, Laos, Thailand, China, Vietnam, Korea, Japan und Indonesien weitverbreitet. Mit der Varietät:
  - Boehmeria nivea Gaudich. var. nipononivea (Koidz.) W.T.Wang (Syn.: Boehmeria nipononivea Koidz.)
- Boehmeria penduliflora Wedd. ex D.G.Long: Sie kommt in Indien, Bhutan, Nepal, Thailand, Laos, Myanmar und in China vor.[1]
- Boehmeria rugulosa Wedd.: Sie wird auch als Pouzolzia rugulosa (Wedd.) Acharya & Kravtsova in die Gattung Pouzolzia gestellt.[2]
- Boehmeria silvestrii (Pamp.) W.T.Wang: Sie kommt in China, Korea und Japan vor.[1]
- Boehmeria spicata (Thunb.) Thunb.: Sie kommt in China, Korea und Japan vor.[1]
- Boehmeria tomentosa Wedd.: Sie kommt in Indien, Bhutan, Nepal, Sichuan und Yunnan vor.[1]
- Boehmeria tricuspis (Hance) Makino: Sie kommt in Japan, Taiwan, Korea und in China vor.[1]
- Boehmeria utilis Dubard: Sie wird von manchen Autoren als Synonym zu Boehmeria nivea (L.) Gaudich. gestellt.[2]

## Ergänzende Literatur
- Nihon-no yaso (Wild-Kräuter Japans), ISBN 4-6350-9016-7
- Urania Pflanzenreich Band 1